# I liga polska w piłce siatkowej kobiet (1980/1981)
I liga polska w piłce siatkowej kobiet 1980/1981 – 45. edycja rozgrywek o mistrzostwo polski w piłce siatkowej kobiet.

## Drużyny uczestniczące
| | I liga 1980/1981       |   |      |
| --- | ---------------------- | - | ---- |
| MIL | Płomień Milowice       | 1 | PEMK |
| ŁÓD | Start Łódź             | 2 | PEZP |
| SŁU | Czarni Słupsk          | 3 |      |
| KRA | Wisła Kraków           | 4 |      |
| BIE | BKS Stal Bielsko-Biała | 5 |      |
| GDA | Spójnia Gdańsk         | 6 |      |
| KAT | Kolejarz Katowice      | 7 |      |
| TAR | Siarka Tarnobrzeg      | 8 |      |
| | Awans z II ligi        |   |      |
| ŁÓD | ŁKS Łódź               |   |      |
| RAD | Radomka Radom          |   |      |
| Oznaczenia: - kolumna pierwsza – skróty nazw drużyn wpisane na mapie (jeśli ta została zamieszczona), - kolumna trzecia – miejsce zajęte przez daną drużynę w poprzednim sezonie. |                        |   |      |

## Klasyfikacja końcowa
| Miejsce | Drużyna                |
| ------- | ---------------------- |
| 1.      | Płomień Milowice       |
| 2.      | Wisła Kraków           |
| 3.      | Czarni Słupsk          |
| 4.      | Kolejarz Katowice      |
| 5.      | Spójnia Gdańsk         |
| 6.      | BKS Stal Bielsko-Biała |
| 7.      | ŁKS Łódź               |
| 8.      | Start Łódź             |
| 9.      | Radomka Radom          |
| 10.     | Siarka Tarnobrzeg      |

     spadek do II ligi